# Hägnagölen (Svenarums socken, Småland)
Hägnagölen är en sjö i Vaggeryds kommun i Småland och ingår i Lagans huvudavrinningsområde. Sjön är 11,1 meter djup, har en yta på 0,016 kvadratkilometer och är belägen 247 meter över havet.